# Eliteserien (Handball)
Die Eliteserien ist seit 1965/66 die höchste Spielklasse im norwegischen Handball. Frühere Namen waren Gildeserien (?–2005), Postenligaen (2007–2014) und GRUNDIGligaen (2014–2017). Seit 2019 heißt die Liga REMA 1000-ligaen. Veranstalter ist der Norwegische Handballverband (NHF).

## Modus
Der Spielmodus hat seit der Gründung mehrfach gewechselt.

### Hauptrunde
In der Punktspielrunde spielen in der Saison 2021/22 14 Vereine im Modus Jeder gegen Jeden in Hin- und Rückrunde den Seriemestere aus, der sich für die EHF Champions League qualifiziert.

### Play-offs
Die ersten acht Mannschaften spielen in zwei Vierer-Gruppen erneut untereinander in Hin- und Rückspiel. Die Gruppenersten spielen anschließend in Hin- und Rückspiel über Kreuz gegen den Zweitplatzierten der anderen Gruppe. Die Gewinner dieser Halbfinalpartien ermitteln dann in zwei Finalspielen den Play-off-Sieger (Sluttspillvinnere).

### Abstieg
Die letzten drei Mannschaften der Punktspielrunde steigen direkt ab, die drei darüber platzierten Teams spielen in der Relegation gegen den Meister der 1. divisjon.

## Bisherige Meister (Männer)
Von 1958 bis 1965 wurde die Meisterschaft als Pokalwettbewerb ausgetragen.
| Jahr | Verein          |
| ---- | --------------- |
| 1958 | Arild           |
| 1959 | Fredensborg SKB |
| 1960 | Nordstrand IF   |
| 1961 | Nordstrand IF   |
| 1962 | Fredensborg SKB |
| 1963 | Grønland        |
| 1964 | Arild           |
| 1965 | Fredensborg SKB |

Der Sieger der Punktspielrunde (Seriemestere) wurde von 1966 bis 1975, 1980 und 1998 bis 2004 Norwegischer Meister.
In den Jahren 1976 bis 1979, 1981 bis 1997 und seit 2005 wird der Sieger der Play-off-Runde (Sluttspillvinnere) Meister. In den Spielzeiten 2019/20 und 2020/21 wurden die Play-offs auf Grund der Covid-19-Pandemie ausgesetzt und der Gewinner der Punktspielrunde zum Meister gekürt.
| Jahr | Verein             | Jahr | Verein              | Jahr | Verein         |
| ---- | ------------------ | ---- | ------------------- | ---- | -------------- |
| 1966 | Fredensborg SKB    | 1986 | Urædd IF            | 2006 | Sandefjord TIF |
| 1967 | Fredensborg SKB    | 1987 | Urædd IF            | 2007 | Drammen HK     |
| 1968 | Oslo SI            | 1988 | Stavanger IF        | 2008 | Elverum IL     |
| 1969 | Bergen SI          | 1989 | Urædd IF            | 2009 | Haslum HK      |
| 1970 | Oslo SI            | 1990 | Stavanger IF        | 2010 | Fyllingen IL   |
| 1971 | Oppsal IF          | 1991 | Runar IL            | 2011 | Haslum HK      |
| 1972 | Oppsal IF          | 1992 | Stavanger IF        | 2012 | Elverum IL     |
| 1973 | Oppsal IF          | 1993 | Runar IL            | 2013 | Elverum IL     |
| 1974 | Refstad IL         | 1994 | Runar IL            | 2014 | Elverum IL     |
| 1975 | Fredensborg SKB    | 1995 | Elverum IL          | 2015 | Elverum IL     |
| 1976 | Fredensborg SKB    | 1996 | Drammen HK          | 2016 | Elverum IL     |
| 1977 | Refstad IL         | 1997 | Runar IL            | 2017 | Elverum IL     |
| 1978 | Refstad IL         | 1998 | Viking HK Stavanger | 2018 | Elverum IL     |
| 1979 | Oppsal IF          | 1999 | Sandefjord TIF      | 2019 | Elverum IL     |
| 1980 | Oppsal IF          | 2000 | Runar IL            | 2020 | Elverum IL     |
| 1981 | Fredensborg/Ski IL | 2001 | Sandefjord TIF      | 2021 | Elverum IL     |
| 1982 | Fredensborg/Ski IL | 2002 | Sandefjord TIF      | 2022 | Elverum IL     |
| 1983 | Oppsal IF          | 2003 | Sandefjord TIF      | 2023 | Kolstad IL     |
| 1984 | Kristiansand IF    | 2004 | Sandefjord TIF      | 2024 | Kolstad IL     |
| 1985 | Fredensborg/Ski IL | 2005 | Haslum HK           | 2025 | Kolstad IL     |